# Bracon bifurcatus
Bracon bifurcatus är en stekelart som beskrevs av Vladimir Ivanovich Tobias 2000. Bracon bifurcatus ingår i släktet Bracon och familjen bracksteklar. Inga underarter finns listade.